# Langensoultzbach
Langensoultzbach (alsacien : Làngesulzbàch, allemand : Langensulzbach) est une commune française située dans la circonscription administrative du Bas-Rhin et, depuis le 1er janvier 2021, dans le territoire de la Collectivité européenne d'Alsace, en région Grand Est.
Cette commune se trouve dans la région historique et culturelle d'Alsace.

## Géographie

### Localisation
Le village se situe dans les Vosges du Nord, dans le parc naturel régional des Vosges du Nord, à moins de 10 km au sud de la frontière allemande. Il compte 920 habitants (source : recensement Insee 2019).
La commune est à 4,2 km de Woerth, 5 de Goersdorf, 7,4 de Windstein et 8,1 de Reichshoffen.

### Géologie et relief
La commune se compose de 40,53 hectares de territoires artificialisés (5,73 %), 484,85 hectares de territoires agricoles (68,58 %) et 181,78 hectares de forêts et milieux semi-naturels (25,71 %).
Espaces naturels :
- Cinq espaces protégés hors Natura 2000 :

Vallée Du Trautbach,
Réserve de Biosphère, zone centrale,
Réserve de Biosphère, zone tampon,
Réserve de Biosphère, zone de transition,
Parc naturel régional.
- Deux espaces protégés Natura 2000 :

La Sauer et ses affluents,
La Moder et ses affluents.
- Deux zones naturelles d'intérêt écologique, faunistique et floristique (Znieff) :

Vallées de la Sauer et de ses affluents,
Cours amont de la Moder et de ses affluents.
Il s'agit d'un village-rue, la rue Principale longeant la berge ouest du ruisseau.
Le centre ancien de Langensoultzbach se localise à la hauteur de l'église, au croisement de la rivière et de la route qui relie le village à Reichshoffen au sud et à Lembach au nord.
L'entrée principale du village conduit à Wœrth (chef-lieu de canton), à l'est.
Formations géologiques du territoire communal présentes à l'affleurement ou en subsurface.

### Sismicité
Commune située dans une zone de sismicité moyenne.

### Hydrographie et les eaux souterraines
Hydrogéologie et climatologie : Système d’information pour la gestion des eaux souterraines du bassin Rhin-Meuse :
Territoire communal : Occupation du sol (Corinne Land Cover); Cours d'eau (BD Carthage),
Géologie : Carte géologique; Coupes géologiques et techniques,
 Hydrogéologie : Masses d'eau souterraine; BD Lisa; Cartes piézométriques.

#### Réseau hydrographique
La commune est dans le bassin versant du Rhin au sein du bassin Rhin-Meuse. Elle est drainée par le ruisseau le Soulzbach, le ruisseau le Trautbach, le ruisseau l'Altenduerrenbach, le ruisseau le Klamm et le ruisseau le Schletterbach,,.
Le Soulzbach, d'une longueur de 10 km, prend sa source dans la commune de Schnersheim et se jette  dans la Sauer à Wœrth, après avoir traversé cinq communes. 

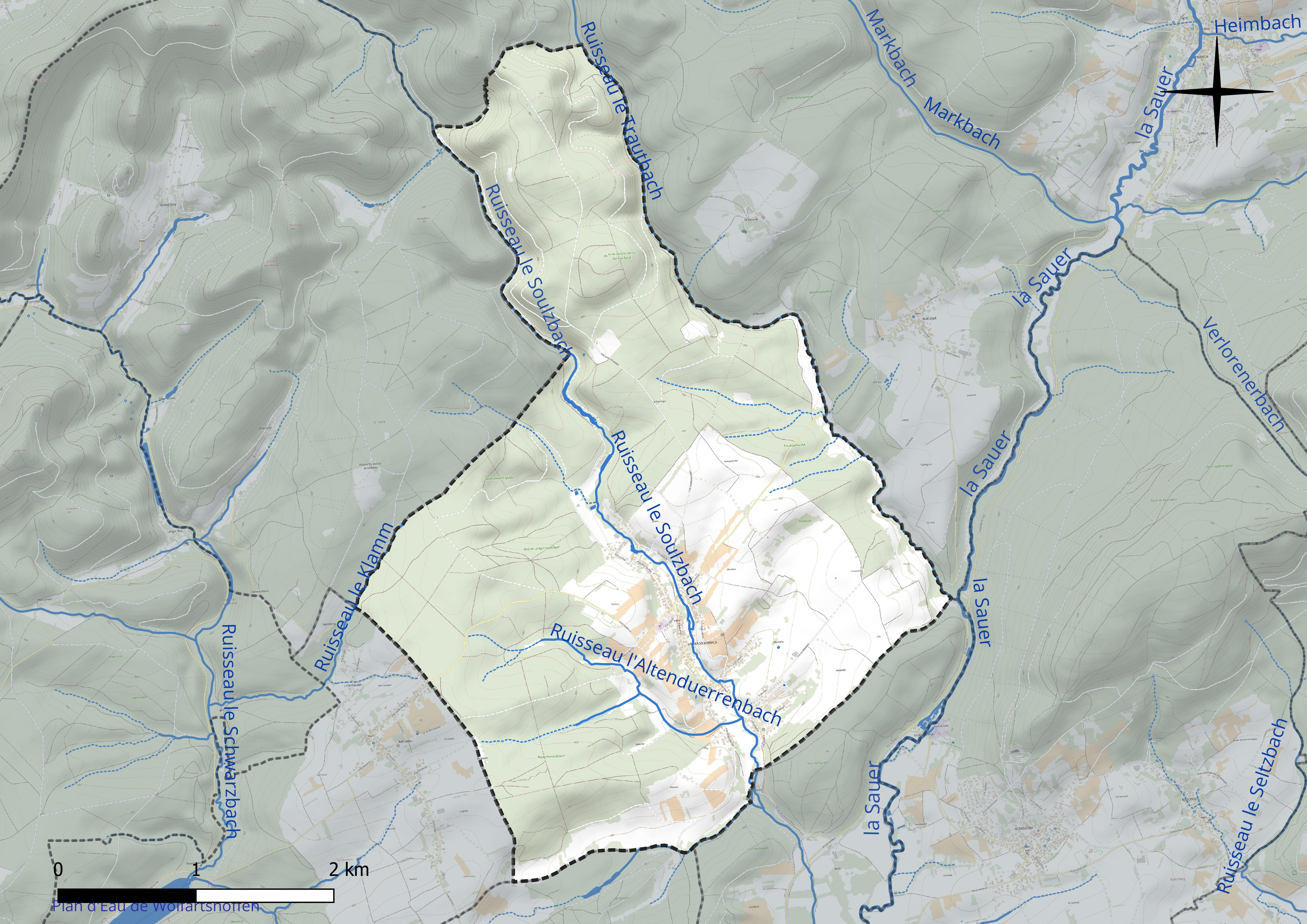
Réseau hydrographique de Langensoultzbach.

#### Gestion et qualité des eaux
Le territoire communal est couvert par le schéma d'aménagement et de gestion des eaux (SAGE) « Moder ». Ce document de planification concerne le bassin versant de la Moder dont le territoire s'étend sur 1 720 km2. Le périmètre a été arrêté le 25 janvier 2006. La commission locale de l'eau a été créée le 12 juillet 2007, puis modifiée le 14 décembre 2021. La structure porteuse de l'élaboration et de la mise en œuvre est le Syndicat des eaux et de l’assainissement Alsace-Moselle (SDEA). 
La qualité des cours d’eau peut être consultée sur un site dédié géré par les agences de l’eau et l’Agence française pour la biodiversité.

### Climat
Pour des articles plus généraux, voir Climat du Grand Est et Climat du Bas-Rhin.
En 2010, le climat de la commune est de type climat des marges montargnardes, selon une étude du Centre national de la recherche scientifique s'appuyant sur une série de données couvrant la période 1971-2000. En 2020, Météo-France publie une typologie des climats de la France métropolitaine dans laquelle la commune est exposée à un climat semi-continental et est dans la région climatique  Vosges, caractérisée par une pluviométrie très élevée (1 500 à 2 000 mm/an) en toutes saisons et un hiver rude (moins de 1 °C). 
Pour la période 1971-2000, la température annuelle moyenne est de 10,3 °C, avec une amplitude thermique annuelle de 17,7 °C. Le cumul annuel moyen de précipitations est de 845 mm, avec 11,1 jours de précipitations en janvier et 10,4 jours en juillet. Pour la période 1991-2020, la température moyenne annuelle observée sur la station météorologique de Météo-France la plus proche, « Preuschdorf », sur la commune de Preuschdorf à 5 km à vol d'oiseau, est de 11,3 °C et le cumul annuel moyen de précipitations est de 834,2 mm. 
La température maximale relevée sur cette station est de 39,8 °C, atteinte le 4 juillet 2015 ; la température minimale est de −19,9 °C, atteinte le 8 janvier 1985,,. 
Les paramètres climatiques de la commune ont été estimés pour le milieu du siècle (2041-2070) selon différents scénarios d'émission de gaz à effet de serre à partir des nouvelles projections climatiques de référence DRIAS-2020. Ils sont consultables sur un site dédié publié par Météo-France en novembre 2022.

### Voies de communications et transports

#### Voies routières
- D 255 vers Woerth[29],
- D 121 vers Froeschwiller.

#### Transports en commun

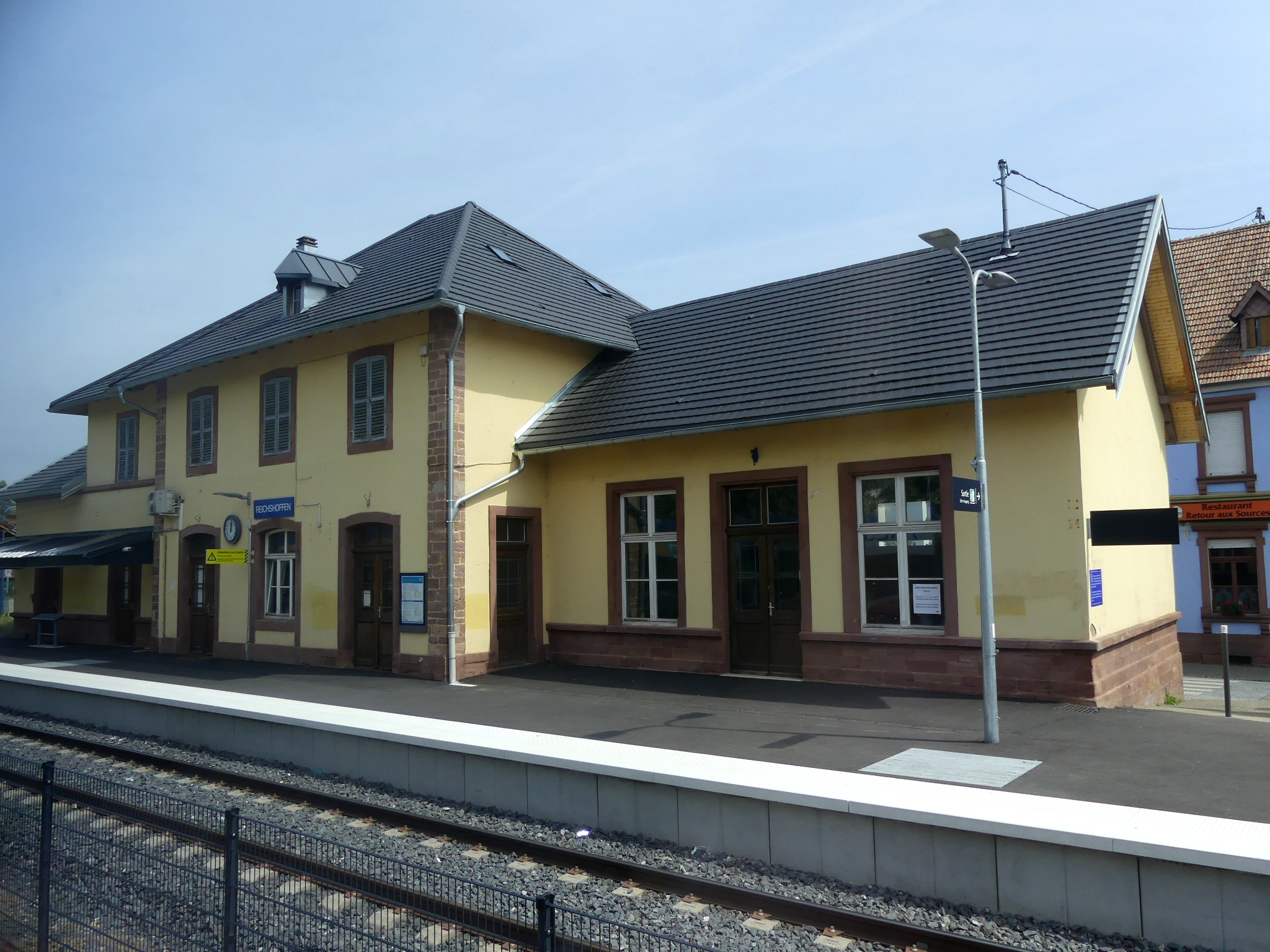
Gare de Reichshoffen.

- Transports en Alsace.
- Fluo Grand Est.

##### SNCF
- Gare de Reichshoffen,
- Gare de Niederbronn-les-Bains,
- Gare de Hoelschloch,
- Gare de Gundershoffen,
- Gare de Walbourg.

### Intercommunalité
Commune membre de la communauté de communes Sauer-Pechelbronn.

## Urbanisme

### Typologie
Au 1er janvier 2024, Langensoultzbach est catégorisée bourg rural, selon la nouvelle grille communale de densité à sept niveaux définie par l'Insee en 2022.
Elle est située hors unité urbaine. Par ailleurs la commune fait partie de l'aire d'attraction de Haguenau, dont elle est une commune de la couronne,. Cette aire, qui regroupe 34 communes, est catégorisée dans les aires de 50 000 à moins de 200 000 habitants,.

### Occupation des sols
L'occupation des sols de la commune, telle qu'elle ressort de la base de données européenne d’occupation biophysique des sols Corine Land Cover (CLC), est marquée par l'importance des forêts et milieux semi-naturels (65,9 % en 2018), en diminution par rapport à 1990 (67,8 %). La répartition détaillée en 2018 est la suivante : 
forêts (65,9 %), terres arables (12,9 %), cultures permanentes (9 %), prairies (5,7 %), zones urbanisées (3,7 %), zones agricoles hétérogènes (2,8 %). L'évolution de l’occupation des sols de la commune et de ses infrastructures peut être observée sur les différentes représentations cartographiques du territoire : la carte de Cassini (XVIIIe siècle), la carte d'état-major (1820-1866) et les cartes ou photos aériennes de l'IGN pour la période actuelle (1950 à aujourd'hui).

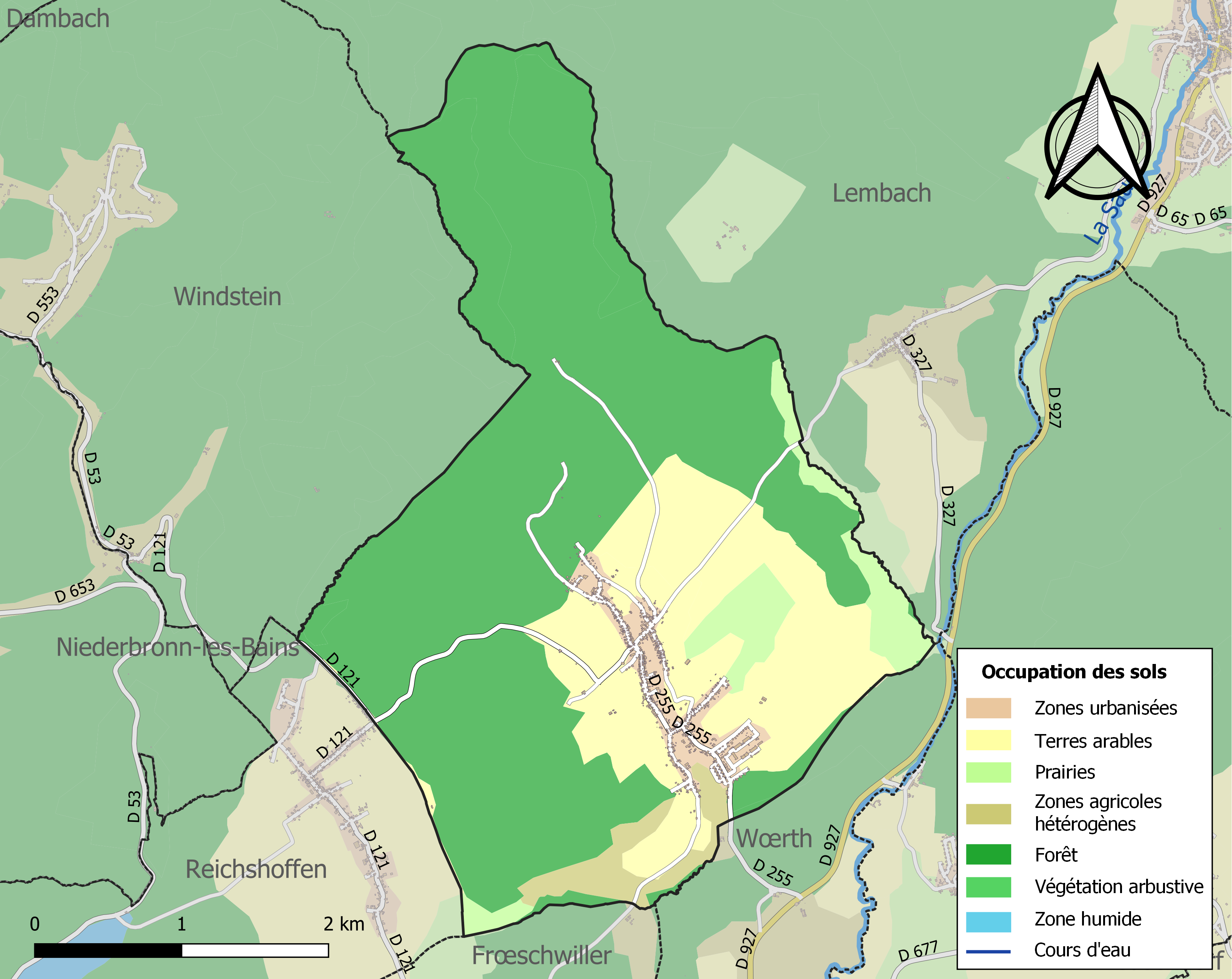
Carte des infrastructures et de l'occupation des sols de la commune en 2018 (CLC).

| Windstein    |                 | Lembach  |
|              | Langensoulzbach | Gœrsdorf |
| Reichshoffen | Frœschwiller    | Wœrth    |

## Histoire

### Époque romaine
Le site de Langensoultzbach était déjà habité à l'époque gallo-romaine. En témoignent des stèles représentant des dieux romains (Mercure, Maia, Tribans, Vogesus, Hercule, Junon et Minerve), découvertes aux XVIIIe et XIXe siècles. Le site présentait en effet de bonnes conditions d'implantation : cours d'eau, sources, grès, calcaire, terres agricoles…
Un temple gallo-romain, « fanum », aurait existé à cette époque, à l'emplacement actuel de l'église. Mais il pourrait s'agir également d'un domaine agricole ou d'un village.

### Moyen Âge
Au Moyen Âge : une appartenance territoriale complexe. L'évêché est propriétaire du village en 1255. Puis, ce sont les seigneurs d'Ettendorf qui le donnent passagèrement en gage aux seigneurs de Lichtenberg et en 1403 en bail aux seigneurs Ostertag de Windstein. Les seigneurs de Ochsenstein et le couvent de Biblisheim possédaient aussi des terres à Langensoultzbach. D'ailleurs, la forêt porte encore aujourd'hui le nom de "Nonnenhardt" (forêt des Nonnes).
Le village était séparé en deux parties, l'Oberdorf et le Unterdorf, délimitées par une ruelle qui passait entre la poste et l'ancienne boucherie Stoeckel jusqu'à la rivière.
Le Unterdorf fut donné en gage en 1415 par les seigneurs de Windstein aux seigneurs Puller de Hohenburg, mais appartenait de nouveau entièrement aux Windstein en 1444. Le Oberdorf appartenait en 1441 aux seigneurs de Uttenheim, en 1464 aux seigneurs Bach von Neustadt et les seigneurs Fülle de Geispolsheim.
Peu après, les deux parties du village sont devenues la propriété des seigneurs de Lichtenberg. À la mort du dernier seigneur de Hanau-Lichtenberg, en 1480, la famille Eckbrecht de Dürckheim, qui avait reçu le Unterdorf en bail, en devient propriétaire jusqu'à la Révolution.
Le Oberdorf fut donné la même année aux seigneurs de Kurzplalz qui le cédèrent peu après aux seigneurs de Pfalz-Zweibrücken.
Ces derniers louèrent le village aux seigneurs de Dürckheim en 1535 qui devinrent ainsi les propriétaires de tout le village de 1602 à la Révolution.
Les villageois se convertissent au protestantisme en 1554, quand Cuno Eckbrecht de Dürkheim rejoint la confession luthérienne.
Le château des Dürckheim était situé sur le pré entourant la maison actuelle de la famille Freddy FORRLER. Autour du château, se trouvait un beau parc avec des allées. Sur l'autre berge du Soultzbach, une allée conduisait au Schlossberg, à un beau pavillon d'été octogonal, d'après un plan de 1776. C'est là aussi que se situaient les vignes.
Les dépendances du château se trouvaient à l'emplacement actuel des maisons Henri Grall père (écuries), Jean Klein (buanderie) et Oscar Eberlin (cellier).
Le château fut détruit à la Révolution. Les Dürckheim fuirent et les révolutionnaires saccagèrent leur demeure qui tomba ensuite en ruines et dont les pierres servirent à édifier des maisons.

### Guerre de 1870
En 1870, l'Alsace est attaquée par l'armée du Prince Royal de Prusse. Napoléon III forme alors une armée d'Alsace confiée à Mac Mahon. Le 6 août 1870, Mac Mahon se fait attaquer par 140 000 Prussiens, alors qu'il n'a pas terminé de rassembler ses 35 000 hommes. 5 000 Français moururent, 10 000 furent faits prisonniers ou portés disparus. Mac Mahon fut mis en déroute et se replia en Lorraine, ouvrant le passage du col de Saverne à l'ennemi, alors que la division des cuirassiers du général Bonnemain chargea héroïquement les Prussiens à Morsbronn; elle se fit décimer pour éviter à l'armée un plus grand désastre. Le 6 août 1870, le régiment bavarois commandé par le général von Hartmann prend son départ à Langensoultzbach. Le village est épargné par les combats qui se déroulèrent à la lisière de la forêt vers Frœschwiller, à hauteur de la scierie. Les sépultures témoignent de l'âpreté des combats... Les soldats sont enterrés à l'endroit même où ils furent tués. 90 soldats allemands et français reposent dans une fosse commune, au lieu-dit Obereplatsch, et 85 au lieu-dit Stockplatz. Quatre sépultures, sur le territoire communal, rappellent l'âpreté des combats : tombes de l'Oberleutnant Franz, du leutnant Engel et du Freiwilliger Doelzer au lieu-dit Seematt ; le soldat Karl Betz repose au lieu-dit Schlossberg.

### La Première Guerre mondiale
La ligne Maginot : Des casemates et des blockhaus, et surtout une caserne à l'entrée de Langensoultzbach, sont construits à partir de 1932, lors de l'édification de la ligne Maginot. Les nombreux ouvriers du chantier, locaux mais aussi venus du reste du pays, sont logés chez les paysans ou dans des baraquements construits à la hâte. La caserne sert alors à la logistique du régiment d'infanterie de forteresse. La cité des cadres héberge les militaires gradés. C'est ainsi que des milliers de militaires ont fait la connaissance de "Langen" (abréviation du nom de notre village). Une aubaine pour les commerçants et les artisans : 550 habitants de plus avec les militaires et leurs familles. En 1936, le village compte 1274 habitants.
Dès juin 1940, les Allemands occupent la caserne, emploient les villageois au titre du travail obligatoire, ainsi que des prisonniers polonais. L'arrivée de familles venant de régions allemandes bombardées oblige les villageois à contribuer à l'hébergement.
Après la guerre, l'armée française utilise à nouveau les maisons de la caserne pour y loger des familles de militaires combattant en Algérie et en Indochine. Les bâtiments ne sont plus habités dès 1960.
En 1983, la municipalité acquiert le casernement ; une société immobilière le rachète en 1986 et devient "la Résidence des Cerfs". Le grand bâtiment central a été abattu en décembre 2022.

### La Seconde Guerre mondiale
L'évacuation de la population : le 1er septembre 1939, l'ordre d'évacuer Langensoultzbach est donné. Les familles se regroupent, attellent chevaux ou vaches, entassent les vivres et les personnes sur les chariots et partent sur la route de Nehwiller.
Après la première nuit passée à Gumbrechtshoffen ou Reichshoffen, ceux qui possèdent des attelages avec chevaux partent à Marey dans les Vosges. D'autres montent dans les wagons qui les mènent en Haute-Vienne à Nantiat. Enfin, les autres rejoignent leur famille située en dehors de la zone d'évacuation. En Haute-Vienne, les deux populations fraternisent rapidement malgré l'occitan, le dialecte alsacien, le dépaysement… Deux garçons trouvent leur épouse dans la ferme dans laquelle ils travaillent et ne retournent pas en Alsace.
À la suite de la signature du traité de l'Armistice, le 22 juin 1940, les autorités allemandes invitent les Alsaciens à rentrer dans leur village d'origine. Leur retour à Langensoultzbach se fait progressivement, et le travail d'annexion commence…
Les enfants sont rassemblés dans la Jeunesse hitlérienne, le service national obligatoire est institué, les jeunes de 17 à 25 ans sont envoyés en Allemagne pour soutenir l'économie dans les usines, les fermes, les écoles, les commerces. Par crainte des désertions, les Alsaciens sont envoyés sur le front russe, les incorporés de force n'ont que 16, 17 ans.
La contre-offensive allemande en janvier 1945, entraîne un nouvel exode par crainte de représailles des autorités nazies.
De nombreux habitants trouvent refuge pour deux mois à Dossenheim-sur-Zinsel.
Langensoultzbach est définitivement libérée par les troupes américaines le 19 mars 1945. Les Allemands entaillent et minent les tilleuls plantés devant la place de l'église, mais les habitants alertent les Américains qui les font sauter sans dégâts.

### Héraldique
| Blason de Langensoultzbach | Blason  | D'argent aux deux arcs de sable, sans corde, posés en pal et adossés, à la bordure de gueules. |
| Blason de Langensoultzbach | Détails | Différences entre dessin et blasonnement : Les arcs sont dessinés affrontés et dits adossés.   |

## Politique et administration
| Période                                  | Période                   | Identité                                      | Étiquette | Qualité           |
| ---------------------------------------- | ------------------------- | --------------------------------------------- | --------- | ----------------- |
| Les données manquantes sont à compléter. |                           |                                               |           |                   |
| 1945                                     | 1962                      | Henri Grall (père)                            |           |                   |
| 1962                                     | 1977                      | Henri Jean Michel                             |           |                   |
| 1977                                     | 1995                      | Albert Klein                                  |           |                   |
| mars 2001                                | mai 2008                  | Gérard Neuhard                                |           |                   |
| mai 2008                                 | 2014                      | Jacques Lobstein                              |           |                   |
| 2014                                     | En cours (au 31 mai 2020) | Évelyne Ledig Réélue pour le mandat 2020-2026 |           | Ancienne employée |

La municipalité est composée de 3 adjoints au maire et de 11 conseillers municipaux.

### Budget et fiscalité 2023

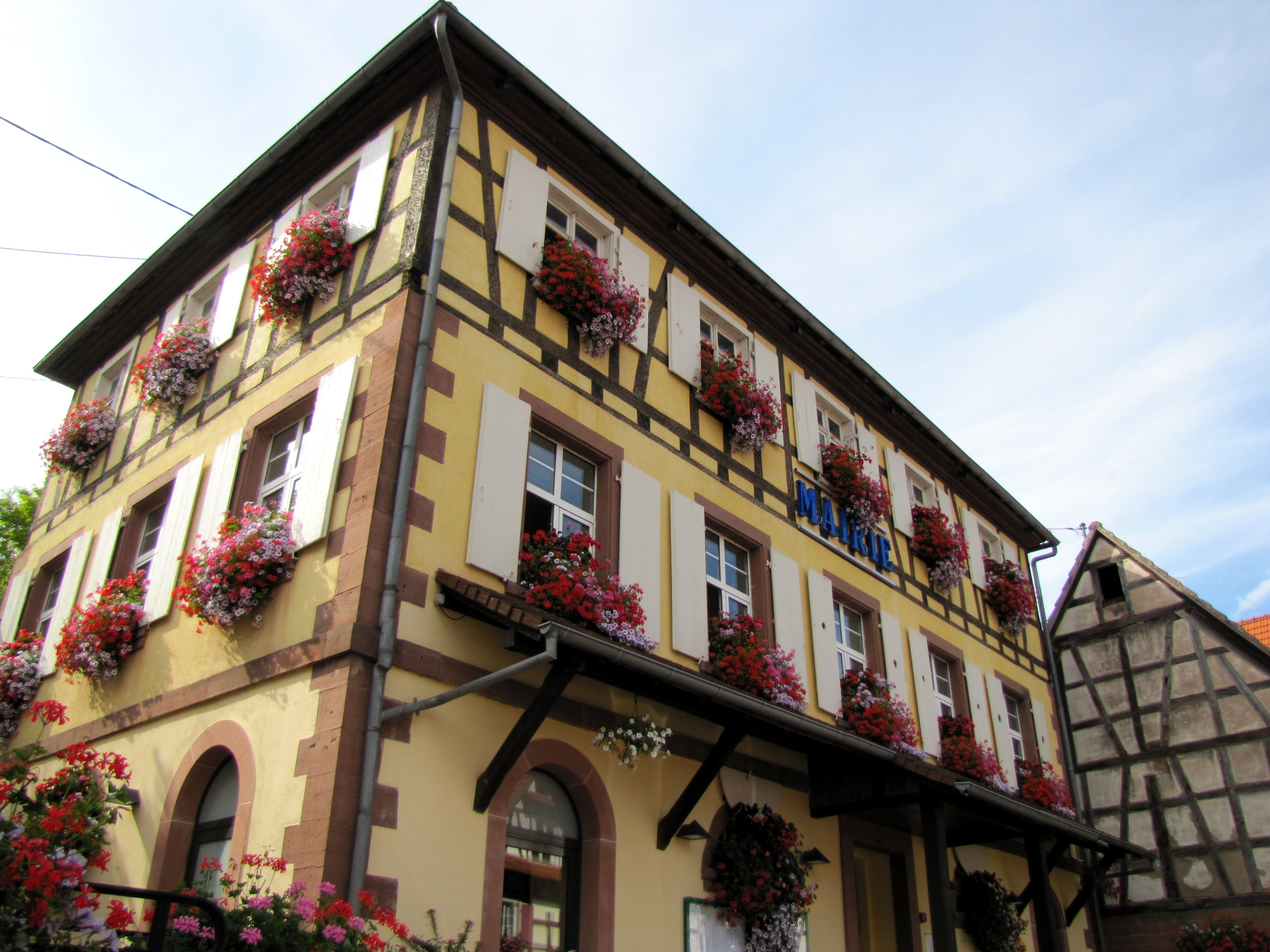
La Mairie.

En 2023, le budget de la commune était constitué ainsi :
- total des produits de fonctionnement : 730 000 €, soit 791 € par habitant ;
- total des charges de fonctionnement : 596 000 €, soit 646 € par habitant ;
- total des ressources d'investissement : 97 000 €, soit 105 € par habitant ;
- total des emplois d'investissement : 158 000 €, soit 171 € par habitant ;
- endettement : 328 000 €, soit 355 € par habitant.

Avec les taux de fiscalité suivants :
- taxe d'habitation : 14,50 % ;
- taxe foncière sur les propriétés bâties : 27,20 % ;
- taxe foncière sur les propriétés non bâties : 44,73 % ;
- taxe additionnelle à la taxe foncière sur les propriétés non bâties : 0,00 % ;
- cotisation foncière des entreprises : 0,00 %.

Chiffres clés Revenus et pauvreté des ménages en 2021 : médiane en 2021 du revenu disponible, par unité de consommation : 24 050 €.

## Économie

### Entreprises et commerces

#### Agriculture
- Élevage de volailles,
- Culture et élevage associés,
- Culture de céréales, de légumineuses et de graines oléagineuses,
- Élevage d'ovins et de caprins,
- Élevage de chevaux et d'autres équidés.

#### Tourisme
- Gîtes ruraux[42].
- Restauration et hébergements à Woerth, Morsbronn-les-Bains.

#### Commerces
- Commerces et services de proximité[43] à Lembach, Woerth, Niederbronn-les-Bains.

## Population et société

### Démographie

#### Évolution démographique
L'évolution du nombre d'habitants est connue à travers les recensements de la population effectués dans la commune depuis 1793. Pour les communes de moins de 10 000 habitants, une enquête de recensement portant sur toute la population est réalisée tous les cinq ans, les populations de référence des années intermédiaires étant quant à elles estimées par interpolation ou extrapolation. Pour la commune, le premier recensement exhaustif entrant dans le cadre du nouveau dispositif a été réalisé en 2005.

En 2022, la commune comptait 910 habitants, en évolution de −2,88 % par rapport à 2016 (Bas-Rhin : +3,17 %, France hors Mayotte : +2,11 %).
| 1793 | 1800 | 1806 | 1821 | 1831 | 1836 | 1841 | 1846 | 1851 |
| ---- | ---- | ---- | ---- | ---- | ---- | ---- | ---- | ---- |
| 608  | 619  | 745  | 871  | 953  | 940  | 945  | 914  | 906  |

| 1856 | 1861 | 1866 | 1871 | 1875 | 1880 | 1885 | 1890 | 1895 |
| ---- | ---- | ---- | ---- | ---- | ---- | ---- | ---- | ---- |
| 810  | 781  | 790  | 797  | 742  | 757  | 682  | 655  | 634  |

| 1900 | 1905 | 1910 | 1921 | 1926 | 1931 | 1936  | 1946 | 1954 |
| ---- | ---- | ---- | ---- | ---- | ---- | ----- | ---- | ---- |
| 638  | 658  | 680  | 664  | 662  | 656  | 1 274 | 689  | 728  |

| 1962 | 1968 | 1975 | 1982 | 1990 | 1999 | 2005 | 2006 | 2010 |
| ---- | ---- | ---- | ---- | ---- | ---- | ---- | ---- | ---- |
| 692  | 707  | 686  | 765  | 850  | 901  | 960  | 969  | 913  |

| 2015 | 2020 | 2022 | - | - | - | - | - | - |
| ---- | ---- | ---- | - | - | - | - | - | - |
| 928  | 912  | 910  | - | - | - | - | - | - |

### Enseignement
Établissements d'enseignements :
- École maternelle et primaire[49].
- Collèges à  Wœrth, Niederbronn-les-Bains, Reichshoffen, Walbourg, Mertzwiller,
- Lycées à Walbourg, Éguelshardt, Wissembourg, Haguenau.

### Santé
Professionnels et établissements de santé :
- Médecins à Goersdorf, Woerth, Lembach,
- Pharmacies à Woerth, Lembach, Reichshoffen, Morsbronn-les-Bains, Niederbronn-les-Bains,
- Hôpitaux à Goersdorf, Niederbronn-les-Bains, Lobsann, Haguenau.

### Cultes
- Culte catholique, communauté de paroisses Soultzbach à L'Eberbach[51], diocèse de Strasbourg.
- Culte protestant[52].

## Monuments et lieux

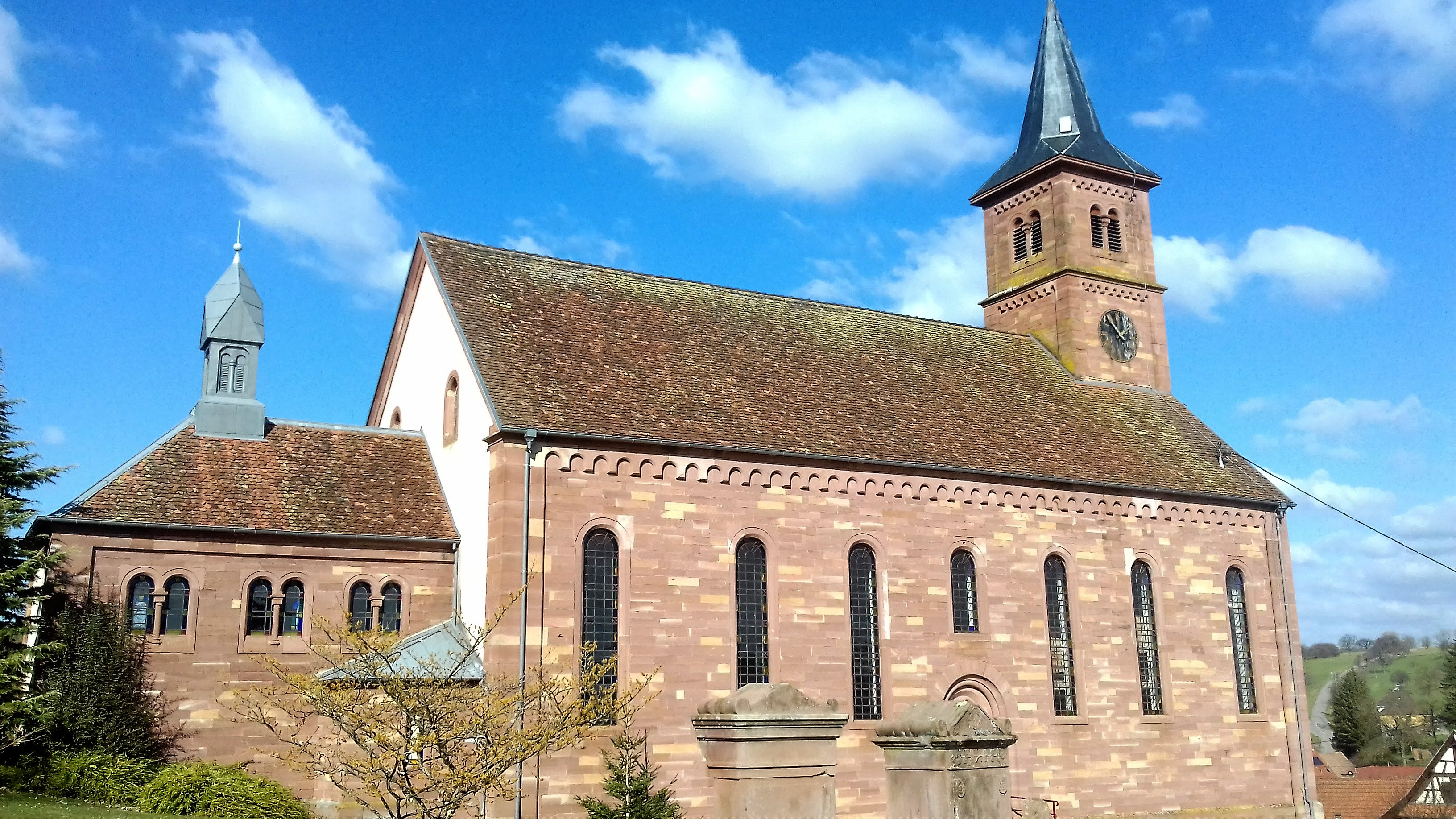
Église protestante.
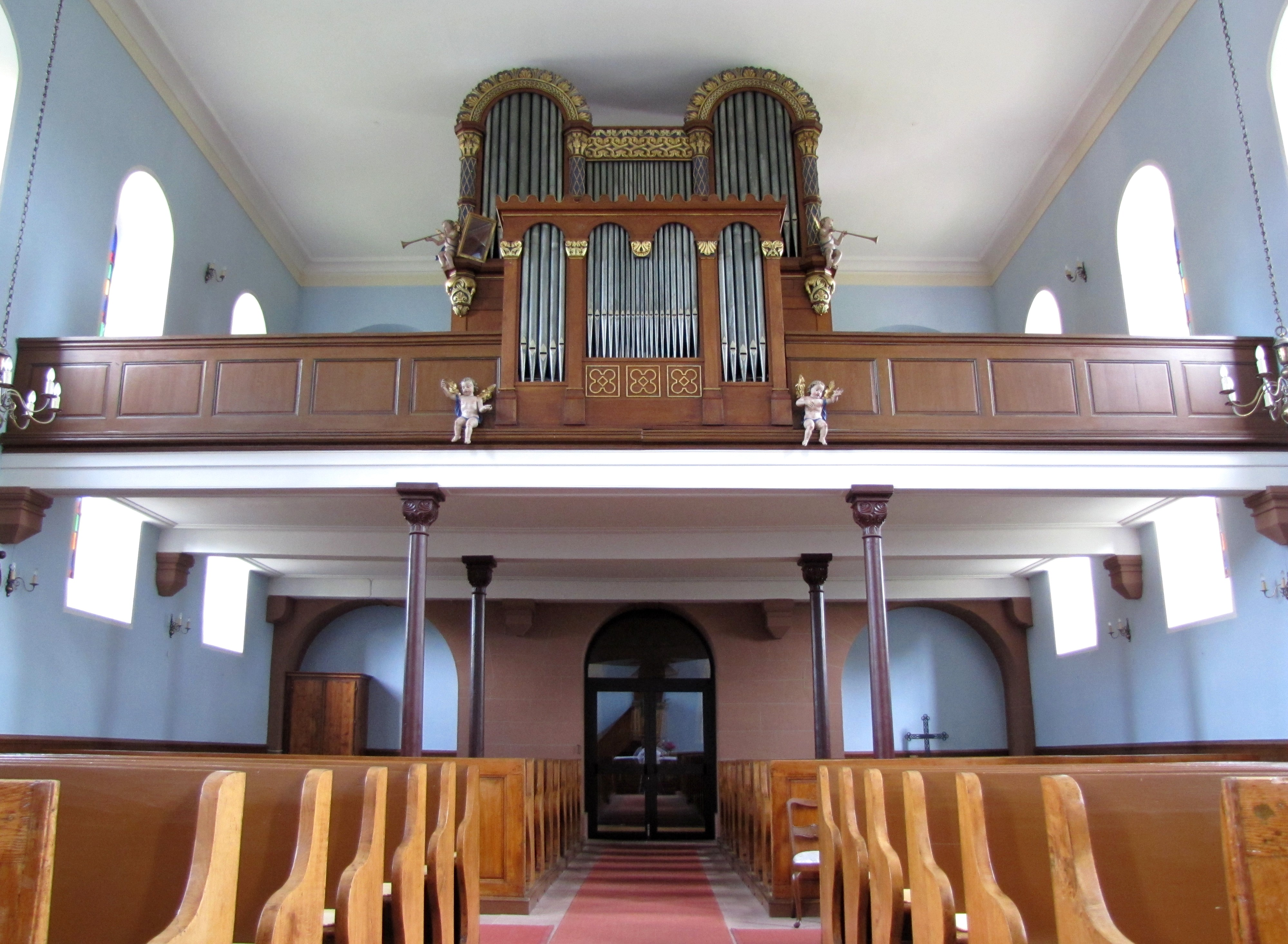
Orgue Stiehr-Mockers de 1847.
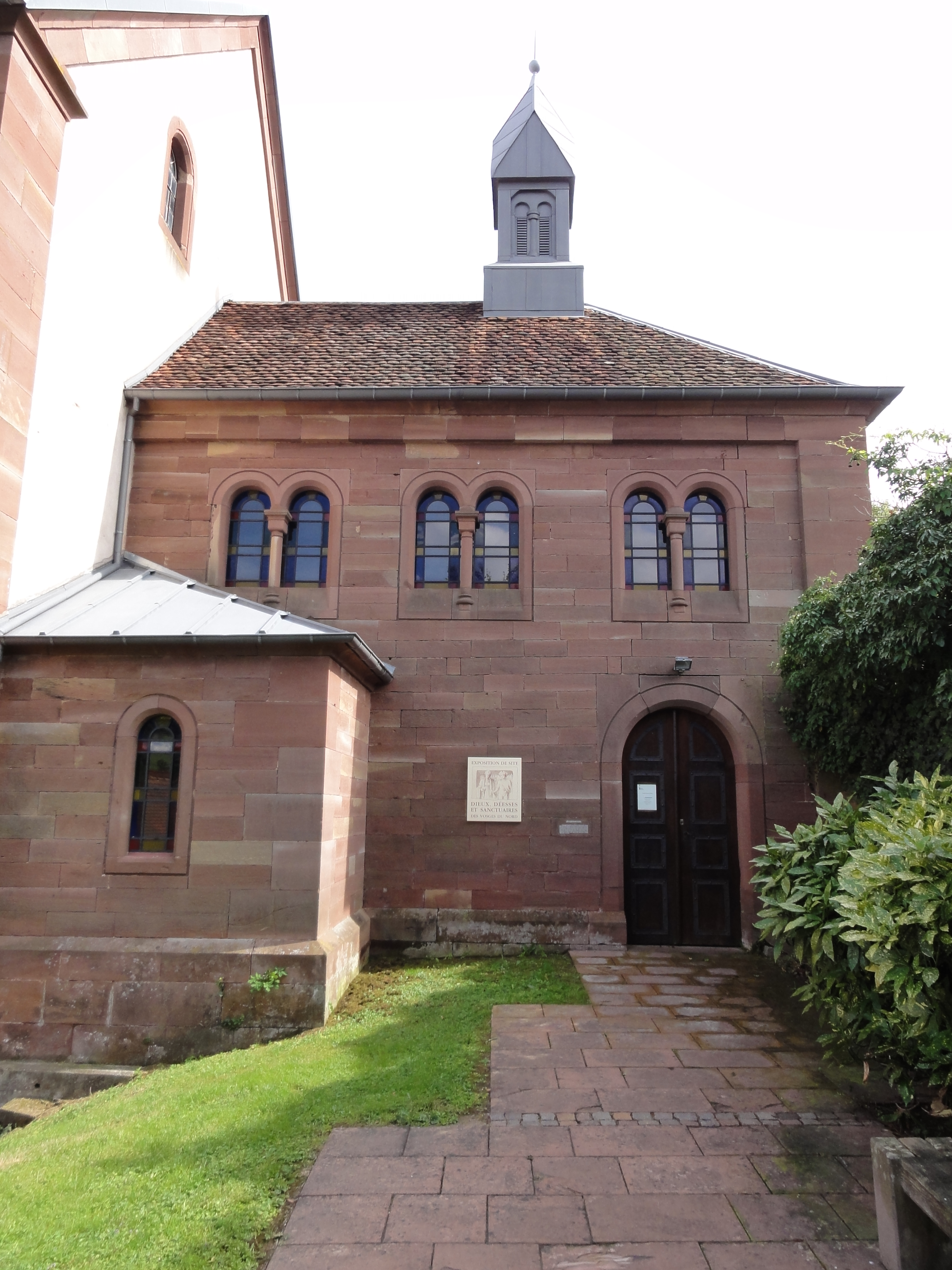
Chapelle.
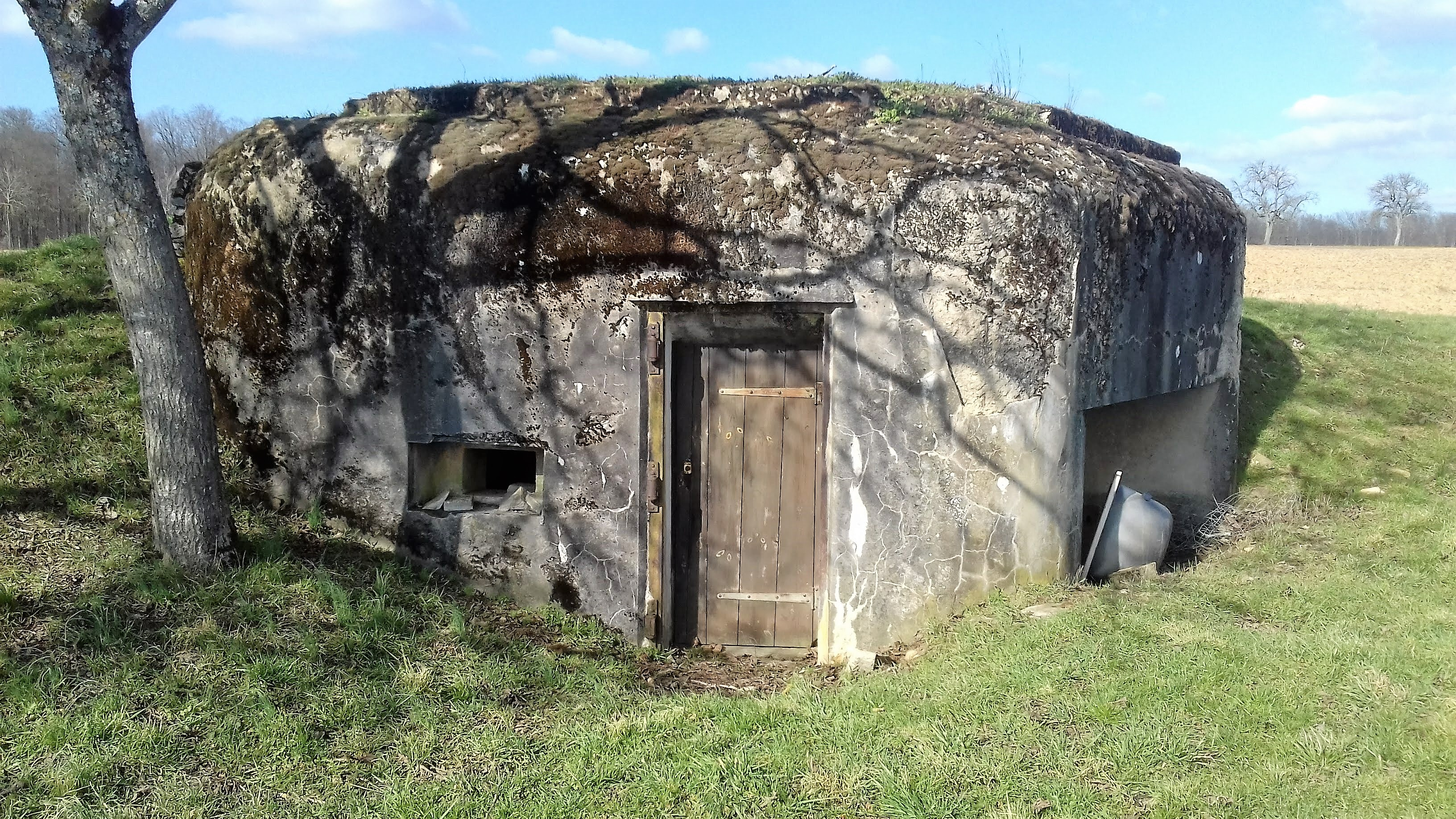
Bunker.
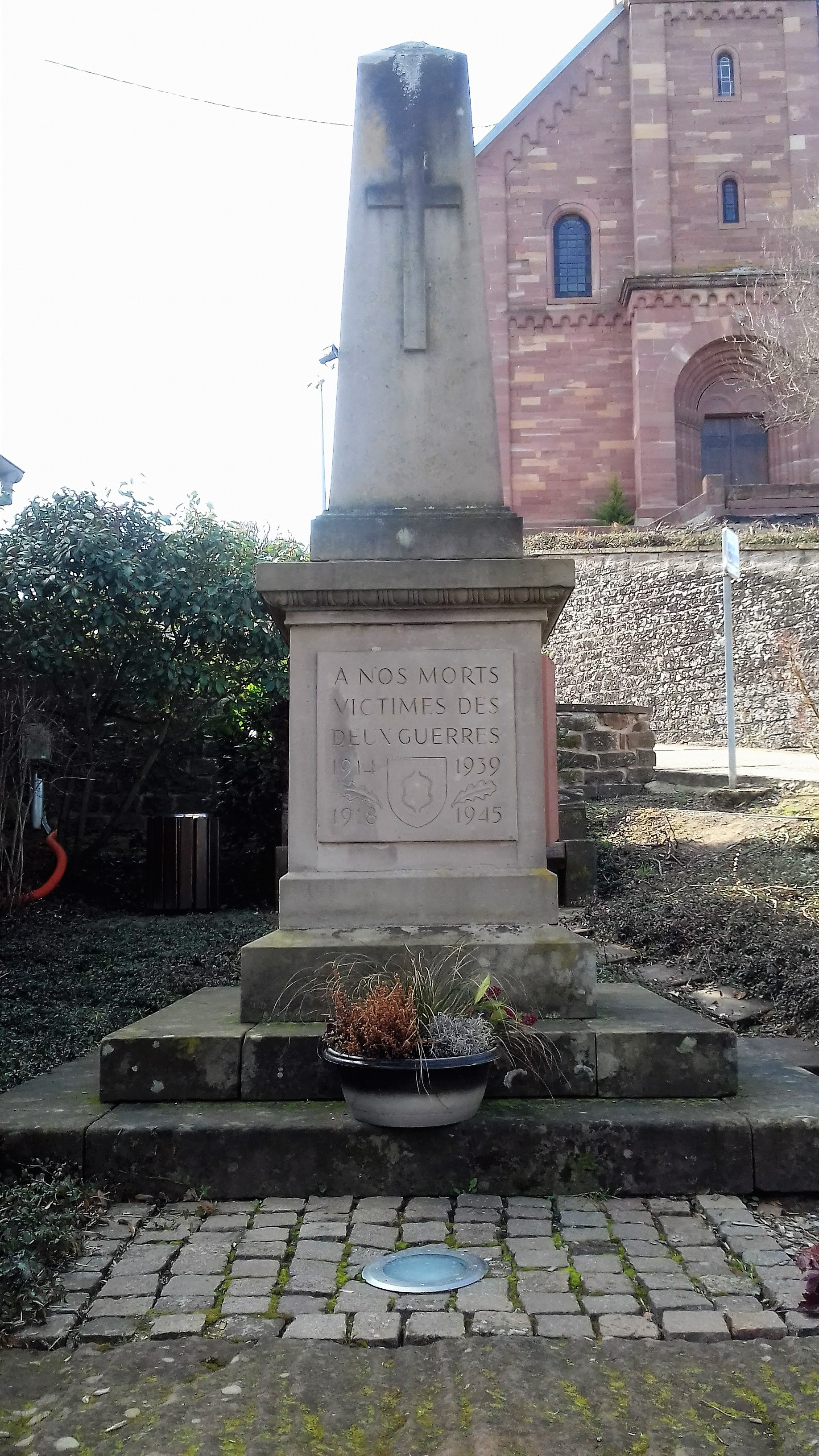
Monument aux morts.
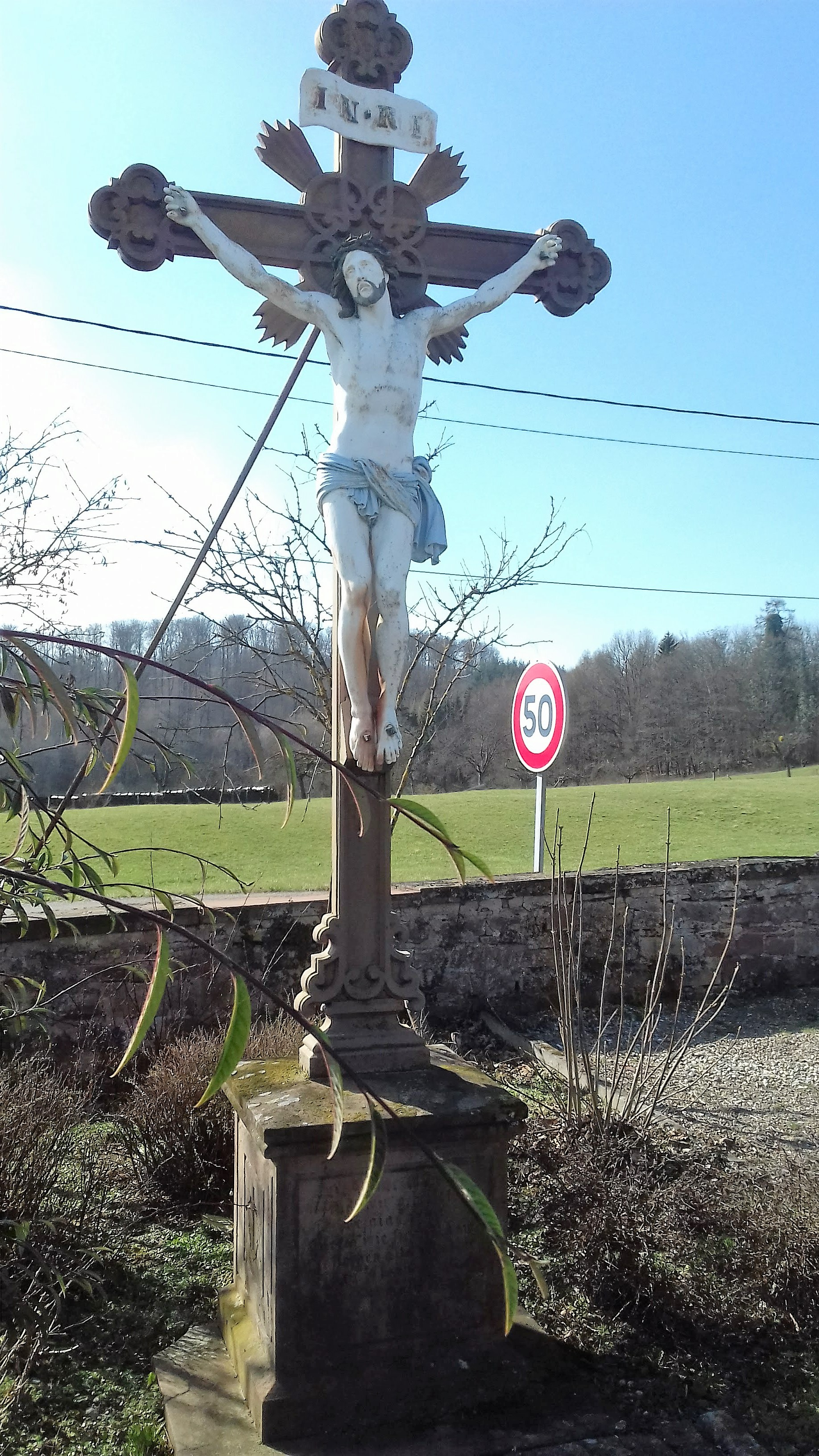
Croix de cimetière.

### Patrimoine religieux
- Église protestante de Langensoultzbach[53],[54],[55].

L'ancienne chapelle catholique et la sacristie,.
Patrimoine mobilier de l'église protestante :
Stèles votives :
* Stèle votive (n° 1).
* Stèle votive (n° 2).
* Stèle votive (n° 3).
* Stèle votive (n° 4).
* Stèle votive (n° 5).
* Stèle à quatre divinités.
* Stèle à quatre dieux, découverte en 1847 dans le jardin du presbytère.
Dalles funéraires :
* Dalle funéraire (n° 1).
* Tombeau du pasteur Frédéric Brehmer.
* Dalle funéraire de Catherine Marie Sophie von Zyllnhard.
* Dalle funéraire de Ludwig Philipp von Zyllnhard.
* Dalle funéraire de Dorothée Jeanne Christine Eckbrecht de Durckheim.
* Dalle funéraire de Théodore Weideman.
* Dalle funéraire de Jean Conrad.
Armoire eucharistique.
Chaire pastorale.
Orgue.
* Orgue de tribune.
* Orgue de tribune : buffet d'orgue.
* Orgue de tribune : partie instrumentale de l'orgue.
* L'orgue de l'église protestante,,,.
Cloche.
Tombeaux :
* Tombeau de Charlotta Staub (?).
* Tombeau.
* Tombeau de Friedrich Suess.
* Tombeau de Friedrich Muller Schlosser.
* Tombeau de Jacob Jung.
* Tombeau.
* Tombeau de Caroline Lobstein.
Le mobilier du temple luthérien.
* Ensemble d'objets de culte protestant.
* Ensemble de deux chandeliers.
* Aiguière de communion.
- Croix de cimetière[94].
- L'ancienne synagogue dont seuls quelques vestiges subsistent[95],[96],[97],[98].
- Monument aux morts[99].

### Autres patrimoines
- Moulin Lobstein[100],[101].
- Blockhaus dans la forêt envahi par la végétation[102].
- Maison "Le sentier des impressionnistes", maison rénovée, au 16 rue des Cerfs, avec des fresques murales composées de pastiches d’œuvres d'art des plus grands peintres des XIXe et XXe siècles[103],[104].

## Associations
- Association Culturelle et Sportive (Théâtre Alsacien)
- Association de pêche et pisciculture
- Association de Sauvegarde du Patrimoine
- Football Club[105]
- Les Cerfs Solidaires
- Les Petites Mains (Patchwork et Art textile)
- Association Santiago Dancers (Country)
- Association Pour les Enfants de l'École de Langensoultzbach

## Personnalités liées à la commune